# Auspicato concessum
Auspicato concessum ist eine Enzyklika, die am 17. September 1882 von Papst Leo XIII. veröffentlicht wurde. Sie trägt den Untertitel „Über den Heiligen Franz von Assisi“.

## Erneuerung der christlichen Gesellschaft

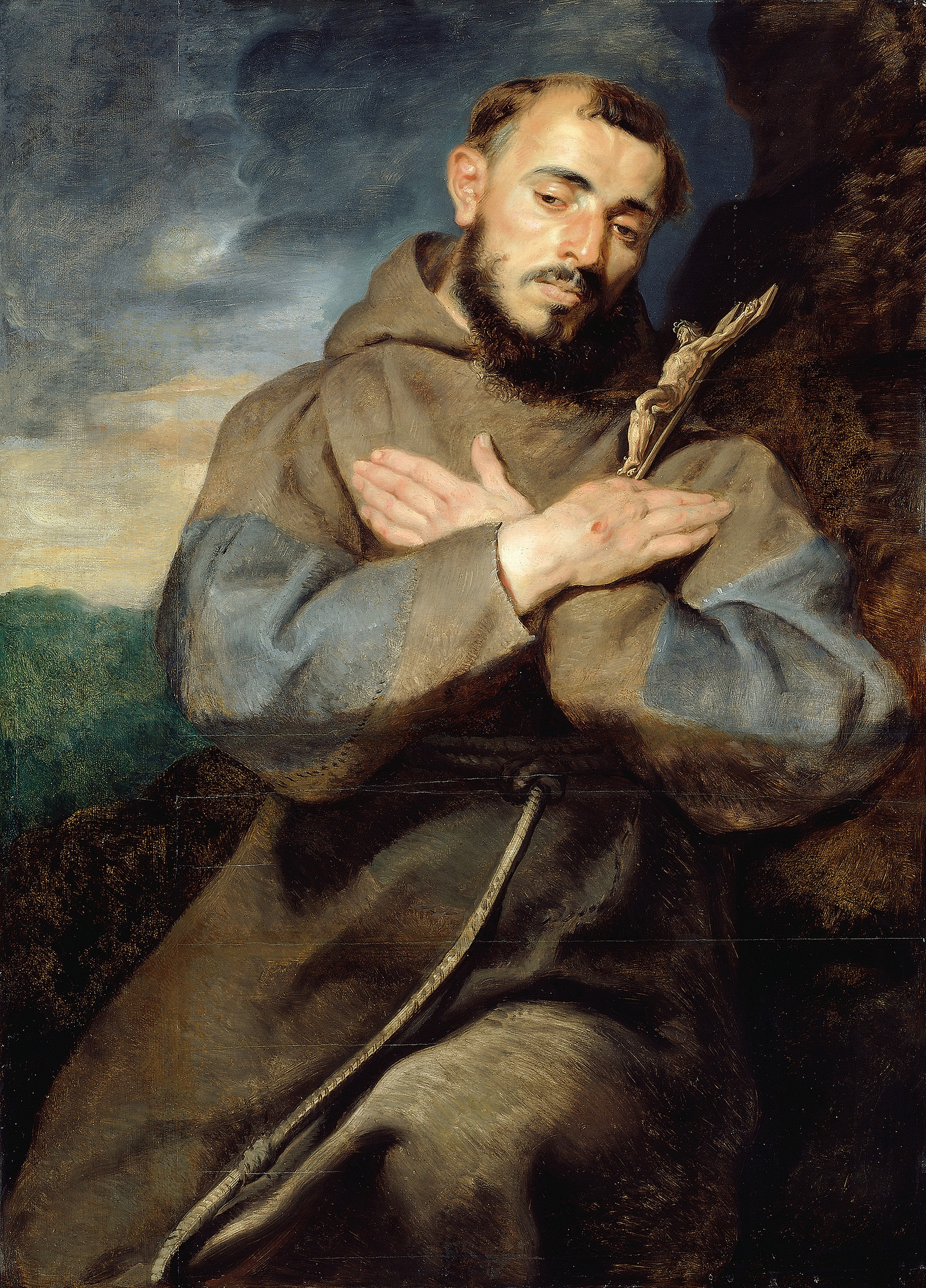
Peter Paul Rubens, Der heilige Franziskus mit Kreuz

Noch als Bischof von Perugia hatte er sich für den Franziskanerorden begeistern können, und nun als Papst hoffte er, mit diesem die Erneuerung der christlichen Gesellschaft voranzubringen. Er nutzte den 700. Geburtstag des Heiligen Franziskus (* 1182) aus, um die Enzyklika Auspicato concessum zu schreiben, in der er eine leidenschaftliche Lobesrede auf die  Franziskaner und den „Dritten Orden“ hielt. Es erfolgte eine starke Ermahnung (Exhortatio), um die Ausdehnung des Dritten Ordens in jedem Teil der Welt zu fördern. In der Erkenntnis, dass die alte „Franziskanische Institution“ den wachsenden Anforderungen nicht gerecht werde, entschied er mit diesem Lehrschreiben, die Regeln des Franziskanerordens zu modifizieren. Es war aber nicht nur eine Frage der Modernisierung und Qualifizierung, er verfolgte hiermit auch die zahlenmäßige Aufstockung des Ordens.

## Der „Dritte Orden“
Vor allem Papst Leo XIII. förderte mit dieser Enzyklika die franziskanische Laienbewegung, den sogenannten „Dritten Orden“ oder  „Tertiaren“, und verfasste im Jahr 1893, wie auch in dieser Enzyklika angekündigt, eine neue Regel, die den Dritten Orden zu einer Massenbewegung machen sollte.  Offensichtlich sah der Papst in dem so umgestalteten dritten Orden eine spirituelle Ergänzung zu seinen politischen Äußerungen.

## Stärkung des Dritten Ordens
Durch dieses Weltrundschreiben und durch die autoritäre Kurzfassung der ursprünglichen Regeln (»Leoregel« genannt) hat Papst Leo XIII. den Dritten Orden weltweit propagiert; und dadurch noch größere Vermassung herbeigeführt, sodass es jahrzehntelang weltweit einige Millionen »Tertiaren« gegeben hat.